# 遠州灘
遠州灘（えんしゅうなだ）は、太平洋（フィリピン海、北西太平洋）にある海域の名称。狭義には静岡県遠州の御前崎から愛知県東三河の伊良湖岬までの約110km、広義には静岡県伊豆の石廊崎から三重県南勢の大王崎までの約180kmの海域を意味する。遠江灘（とおとうみなだ）、天竜灘（てんりゅうなだ）とも呼ばれる。

## 概要
海上保安庁が発行する日本の水路図誌（海図）にも「遠州灘」として掲載されている。なお、遠州灘東部では海岸線から12海里（約22.2km）まで日本の領海だが、西部では浜名湖の今切と志摩半島の大王崎の間に基線が設定されており、これより北西側は海洋法上日本の内水（内海）とみなされるため、領海の範囲が通常より広くとられている。
主に遠州、すなわち旧遠江国に面することからこの名がつけられた。
遠州灘の海底地形には、天竜川河口部を除いて、水深約100mまでは海岸線とほぼ平行な等深線となっている。それ以遠の御前崎から伊良湖岬の沖合には海底谷が8ヶ所あり、さらに沖の天竜海谷に続いている。
遠州灘海岸のうち天竜川以東には、御前崎台地、牧ノ原台地、南山丘陵、小笠原山丘陵及び磐田原台地が分布する。また、天竜川以西のうち芳川上流域には三方原台地がある。
御前崎から伊良湖岬までは砂丘が広がり、海亀が産卵に訪れる浜辺として有名である。このうち、浜名湖以西の砂浜の海岸を片浜十三里という。冬には強い西風が吹き、浜松凧や横須賀凧などの凧揚げや風力発電に利用される一方、波荒く、避難港が少ないため海の難所となる。御前崎周辺は、ウィンドサーフィンやボディボードなど、マリンスポーツのメッカとして世界に知られている。尚、遠州灘一帯は波が荒い為、全域で遊泳禁止である。

## 灯台・施設

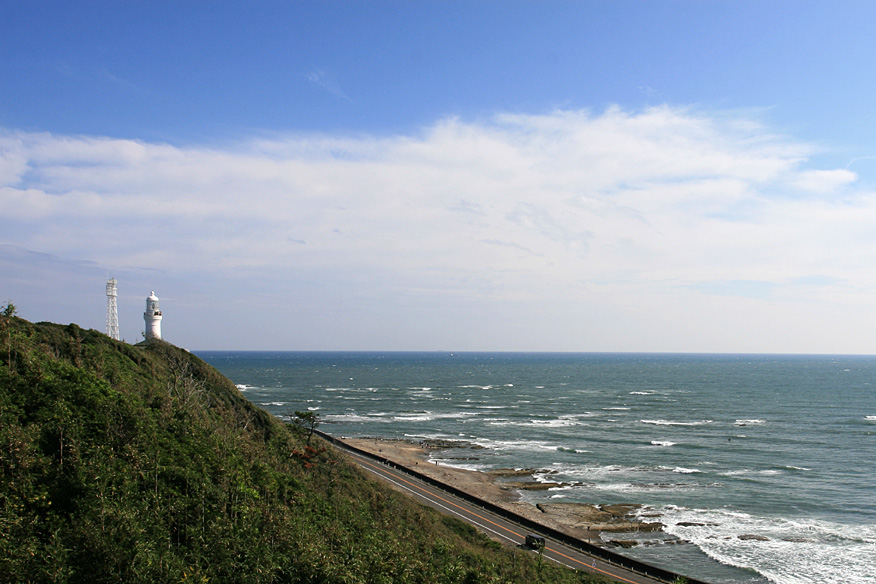
御前埼灯台
- 舞阪灯台
- 伊良湖岬灯台
- 中田島砂丘
- 浜岡砂丘
- 御前崎ロングビーチ
- 遠州灘海浜公園
- 片浜十三里（表浜）
- 恋路ヶ浜
- 大浜海岸
- 国安海岸
- 千浜海岸
- 浜名湖
- 大東マリーナ
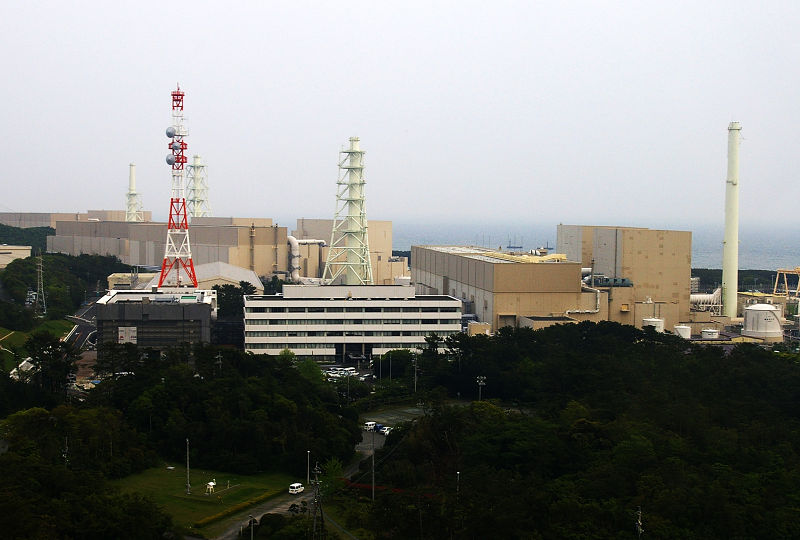
浜岡原子力発電所
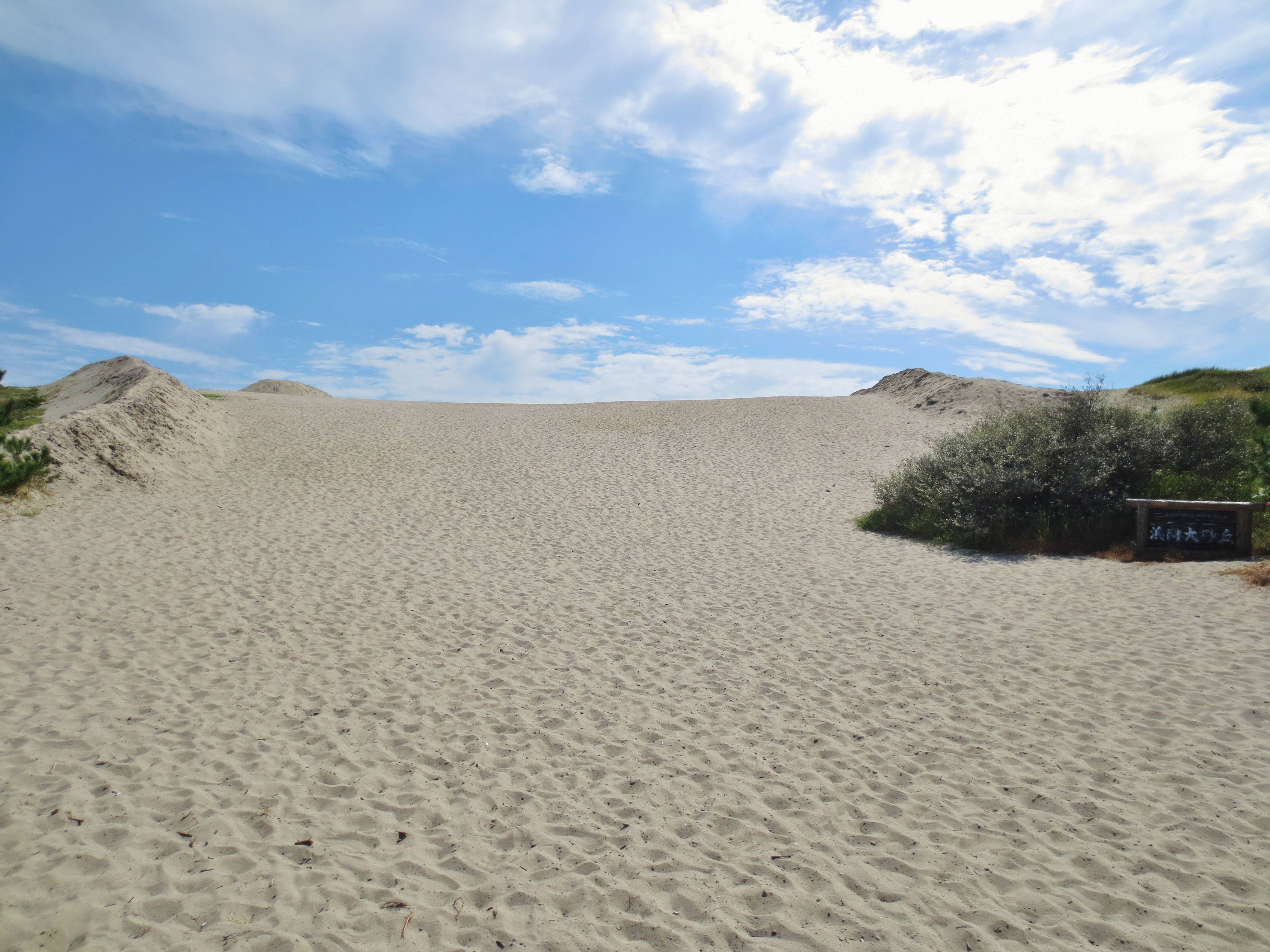
浜岡砂丘
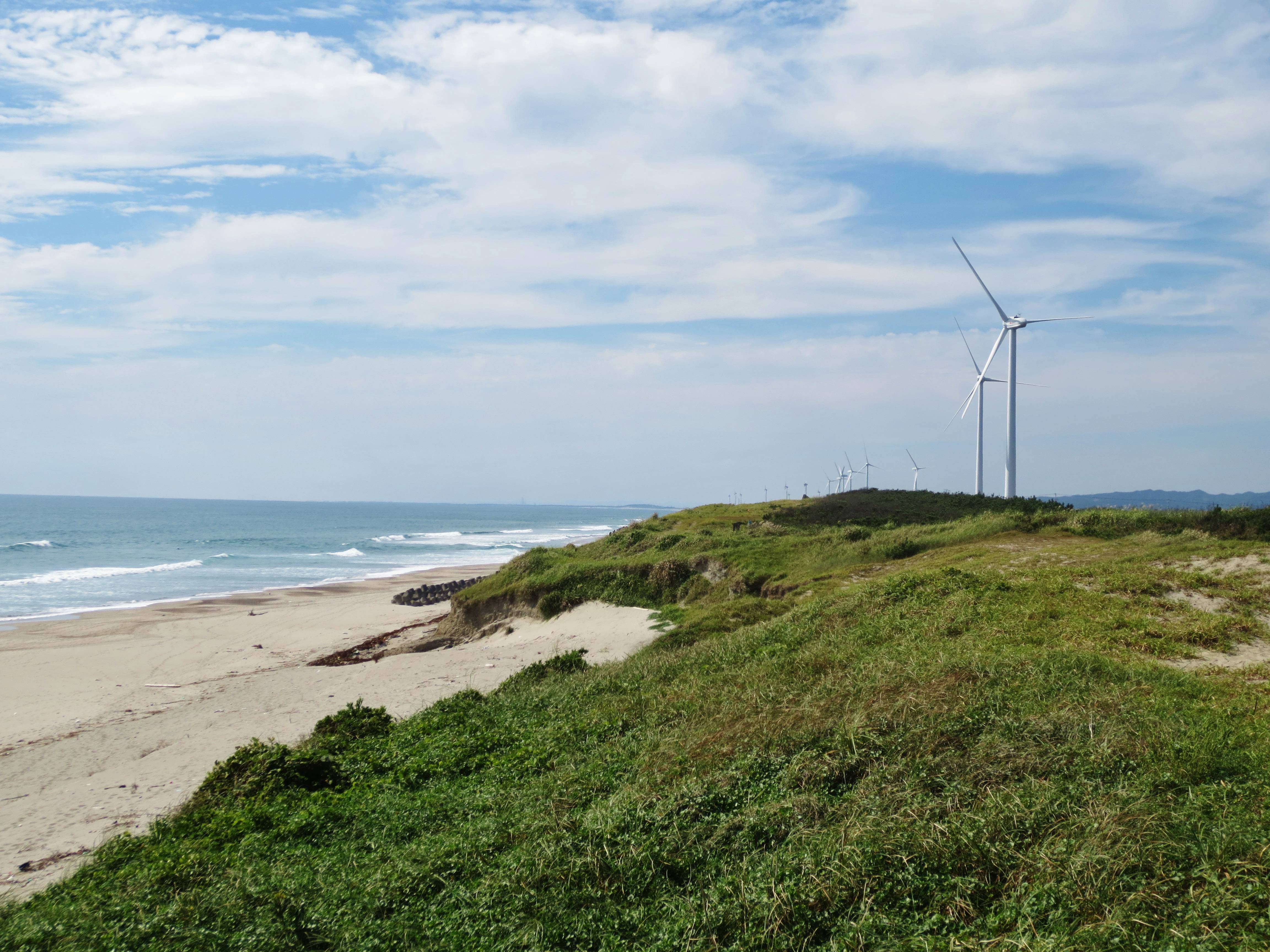
御前崎風力発電所
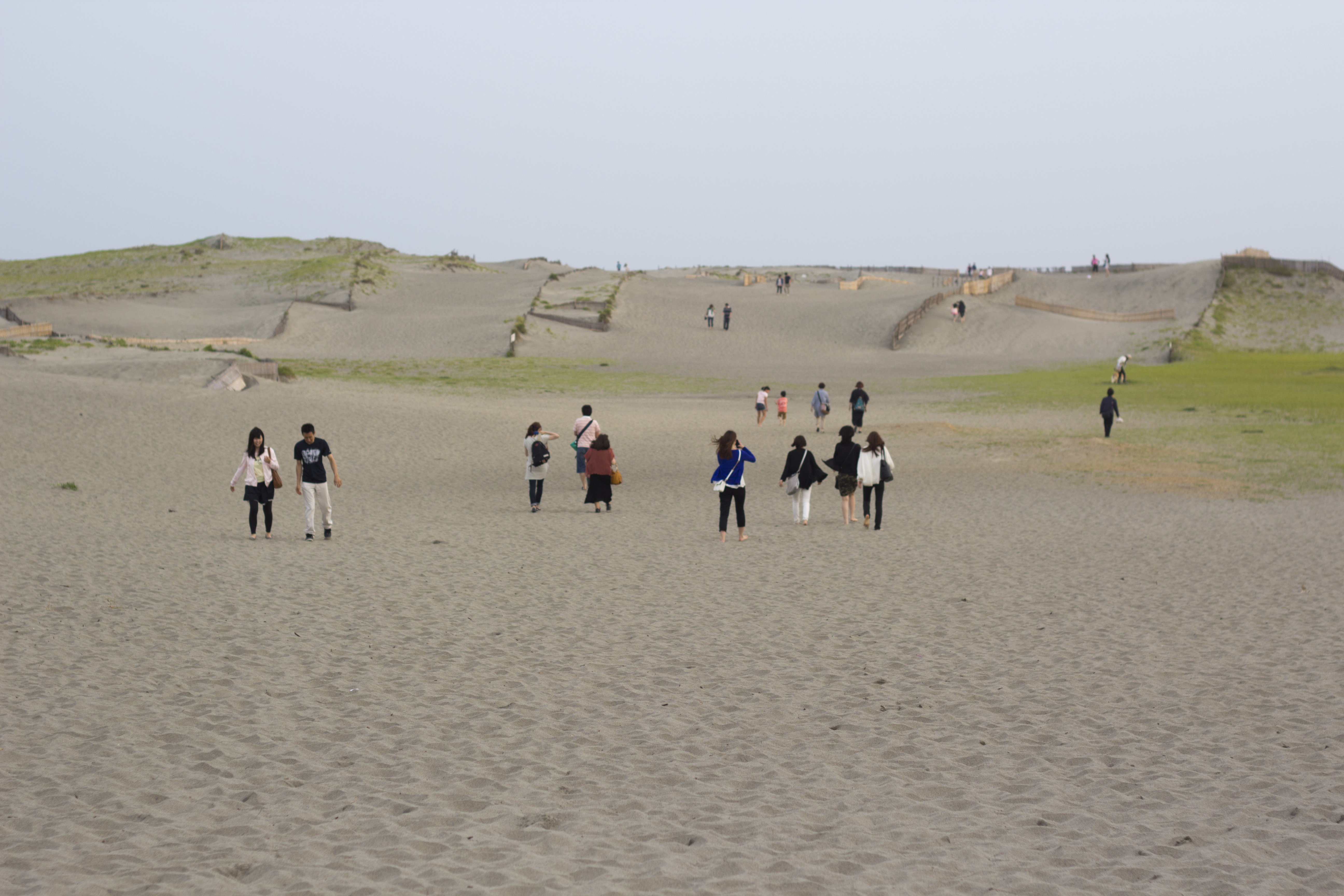
中田島砂丘
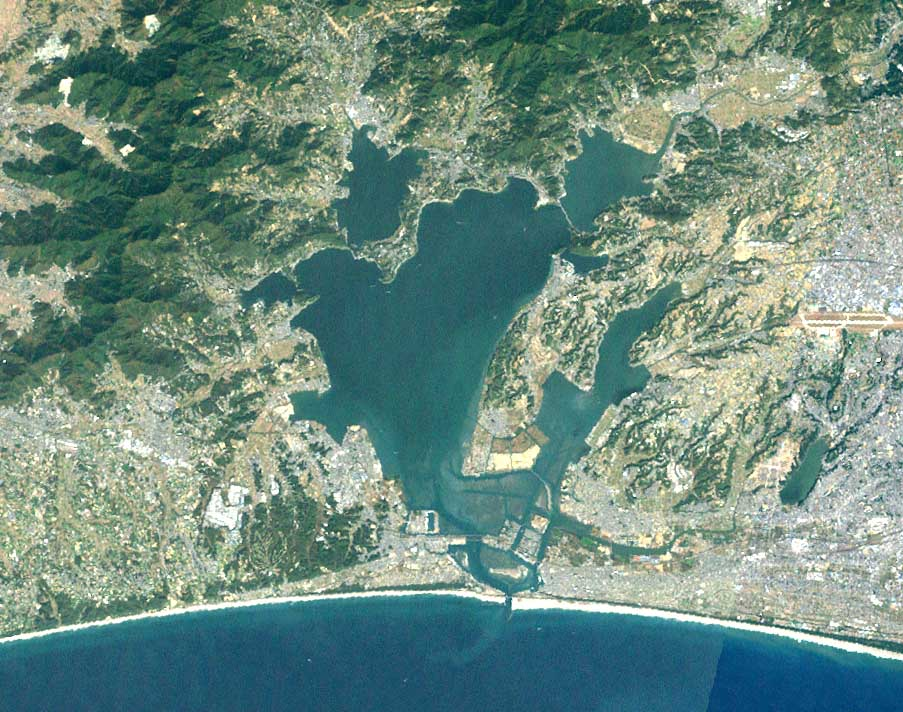
浜名湖
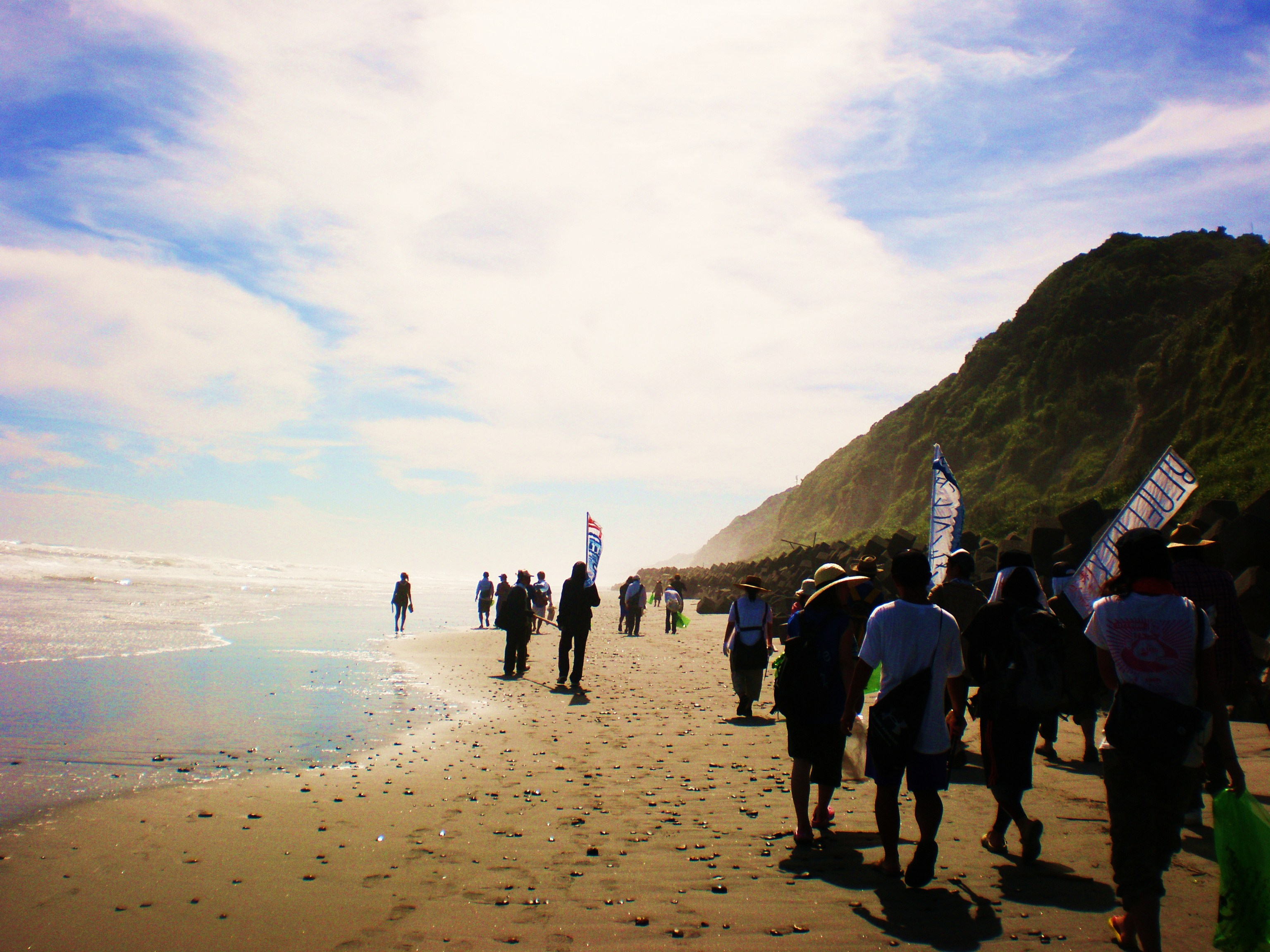
片浜十三里
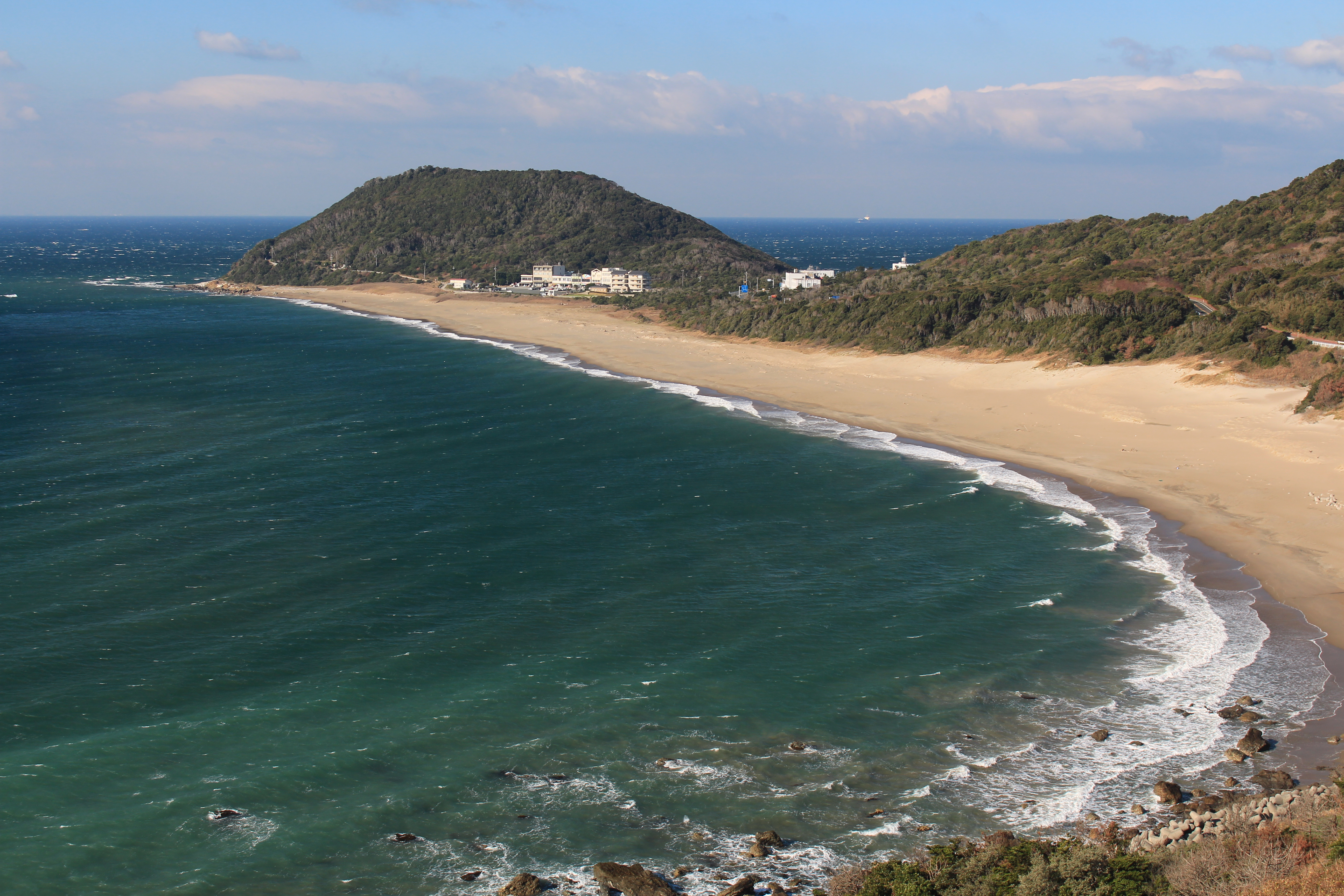
恋路ヶ浜
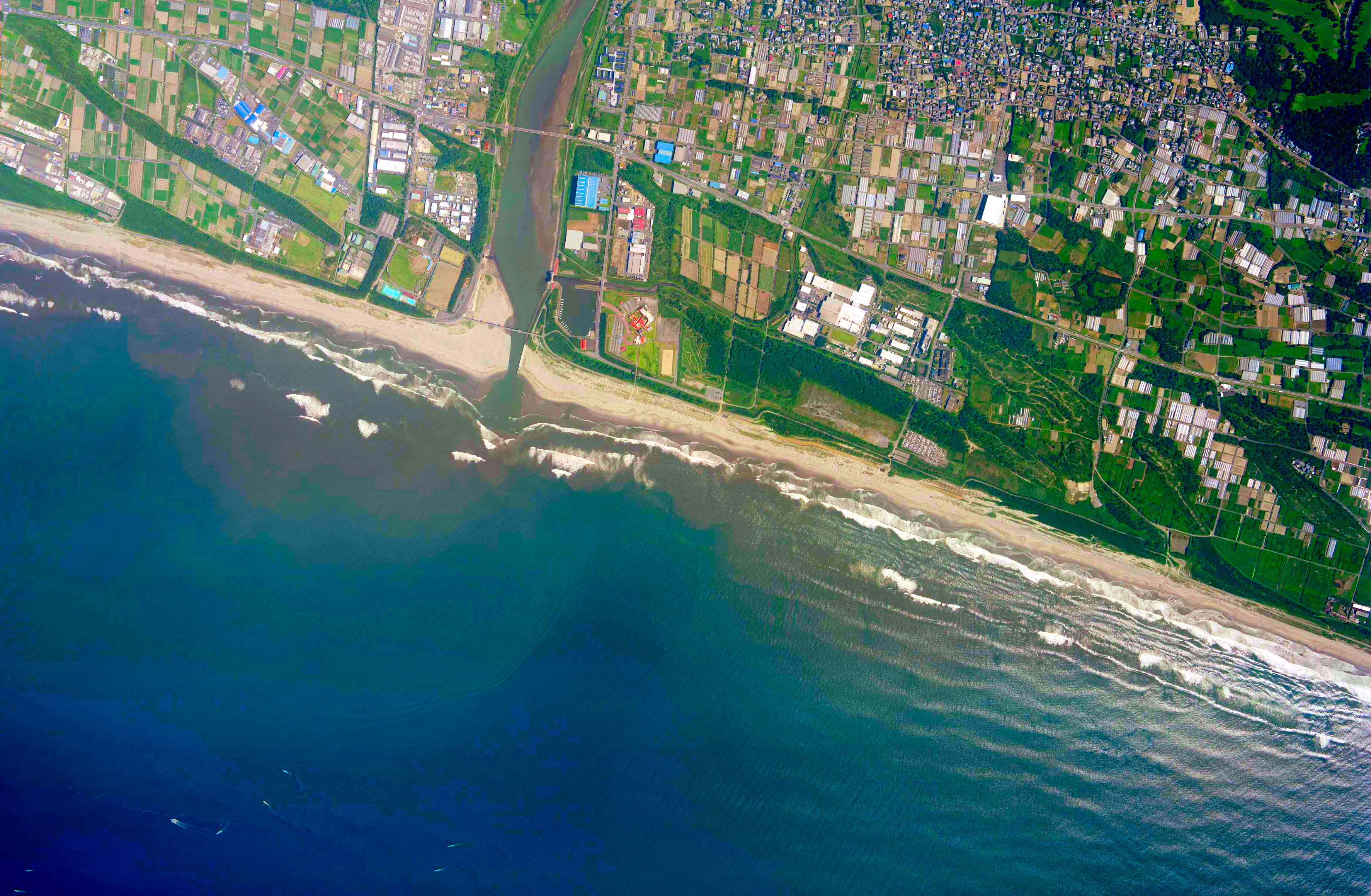
大浜海岸
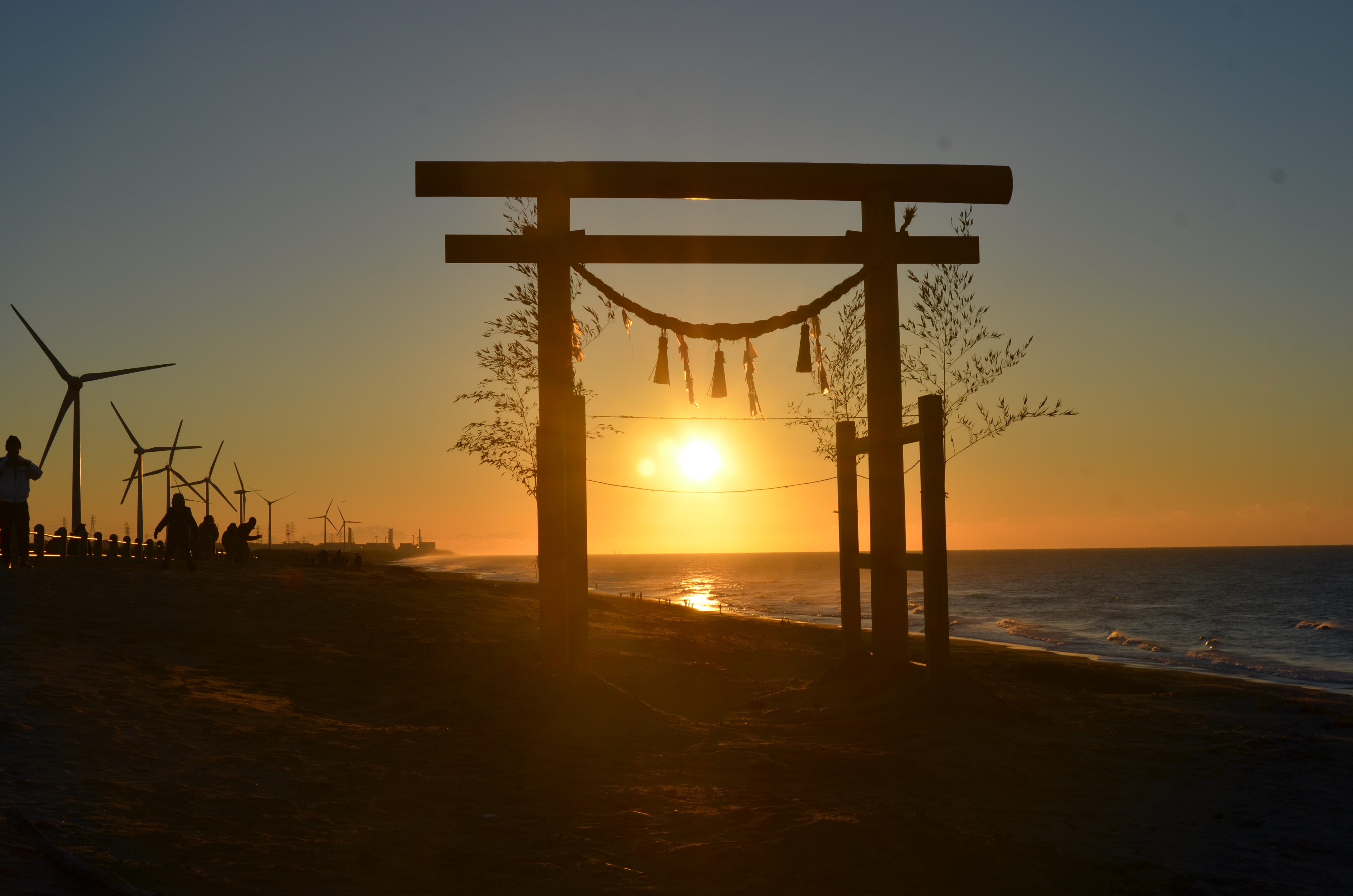
国安海岸
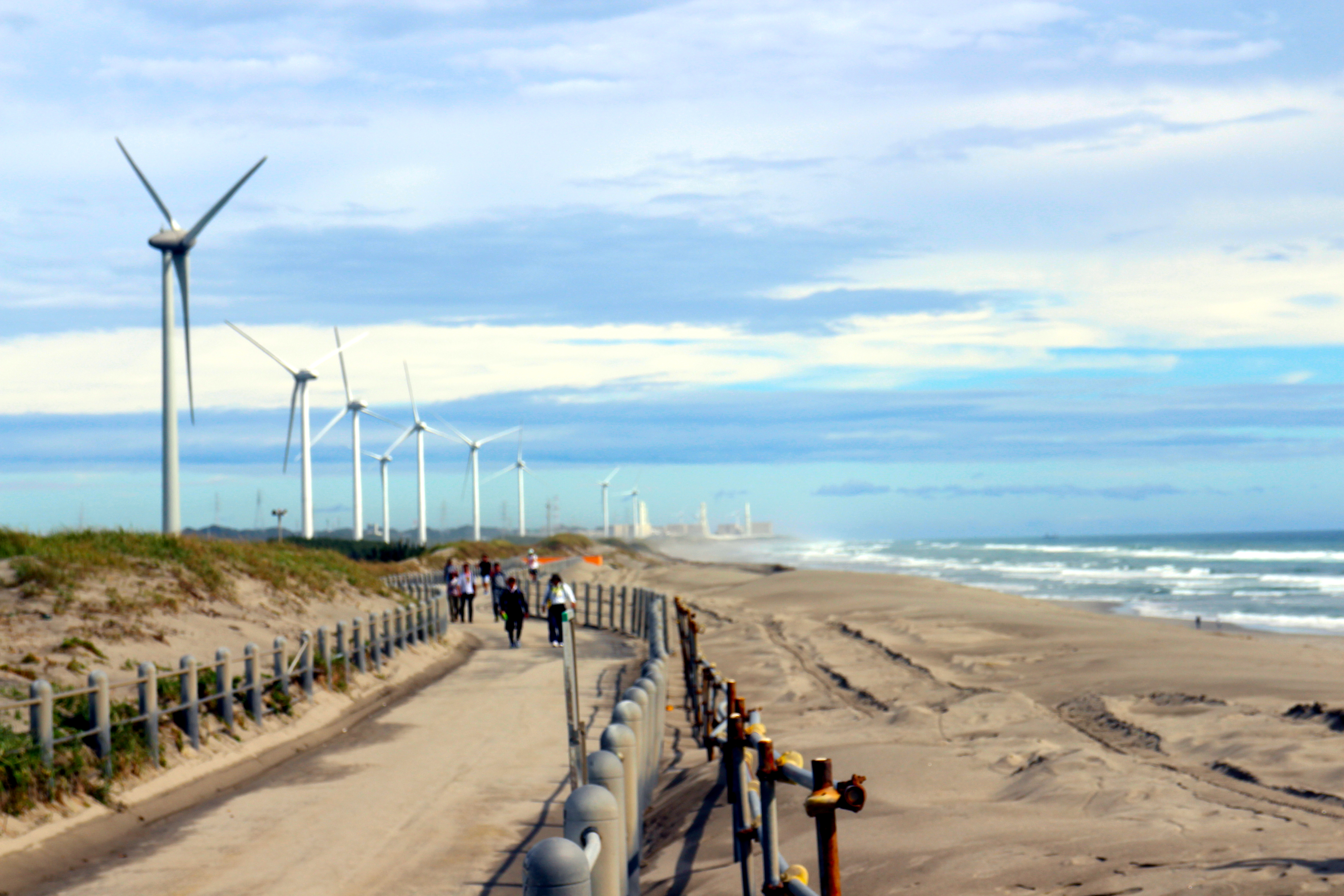
千浜海岸
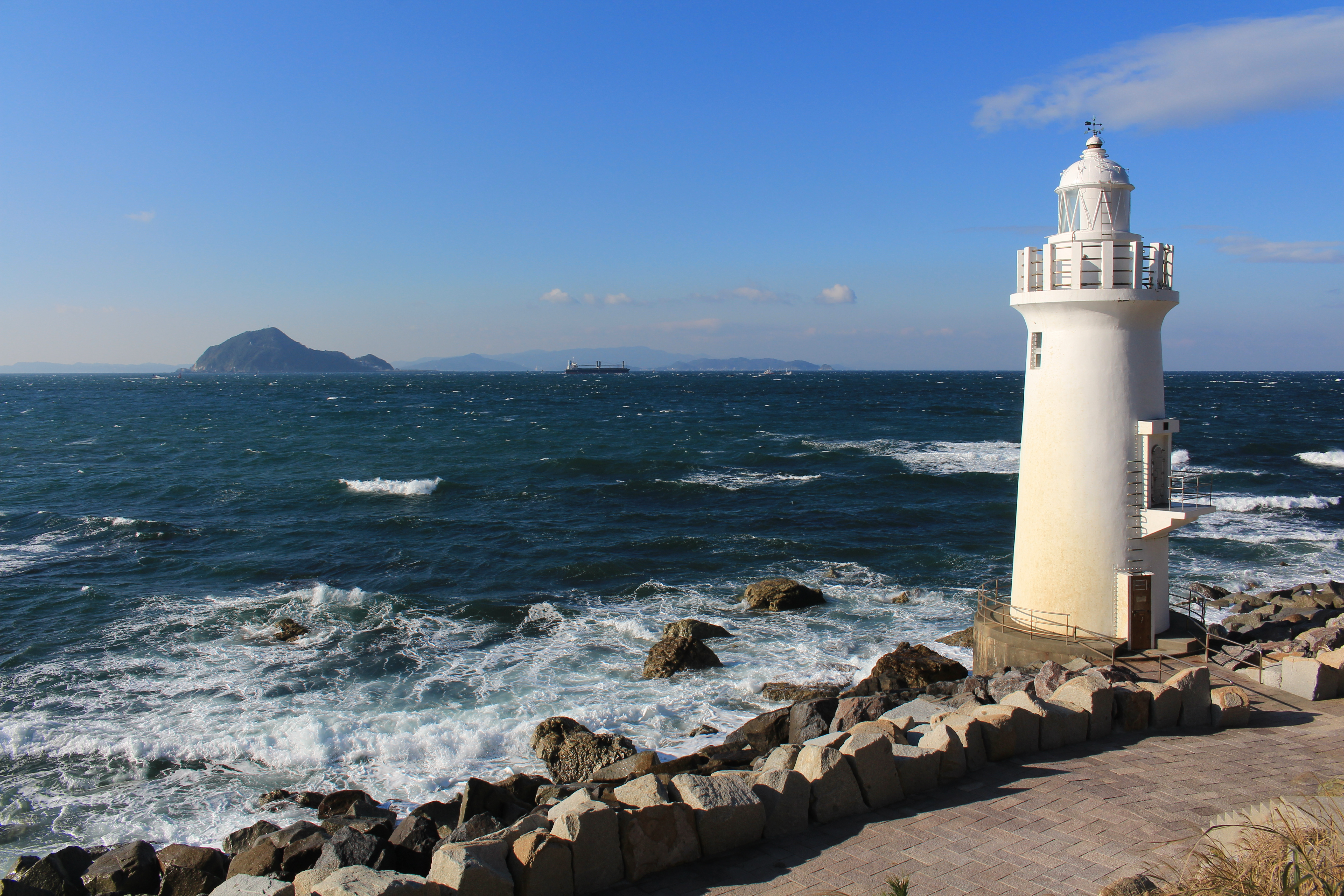
伊良湖岬灯台

- 御前埼灯台
- 浜岡原子力発電所
- 浜岡砂丘
- 御前崎風力発電所
- 中田島砂丘
- 浜名湖
- 片浜十三里
- 恋路ヶ浜
- 大浜海岸
- 国安海岸
- 千浜海岸
- 伊良湖岬灯台

## 沿岸の市町村
遠州灘沿岸の市町村を、東から順に列挙する。
静岡県
御前崎市、掛川市、袋井市、磐田市、浜松市（中央区）、湖西市
愛知県
豊橋市、田原市

## 過去の出来事

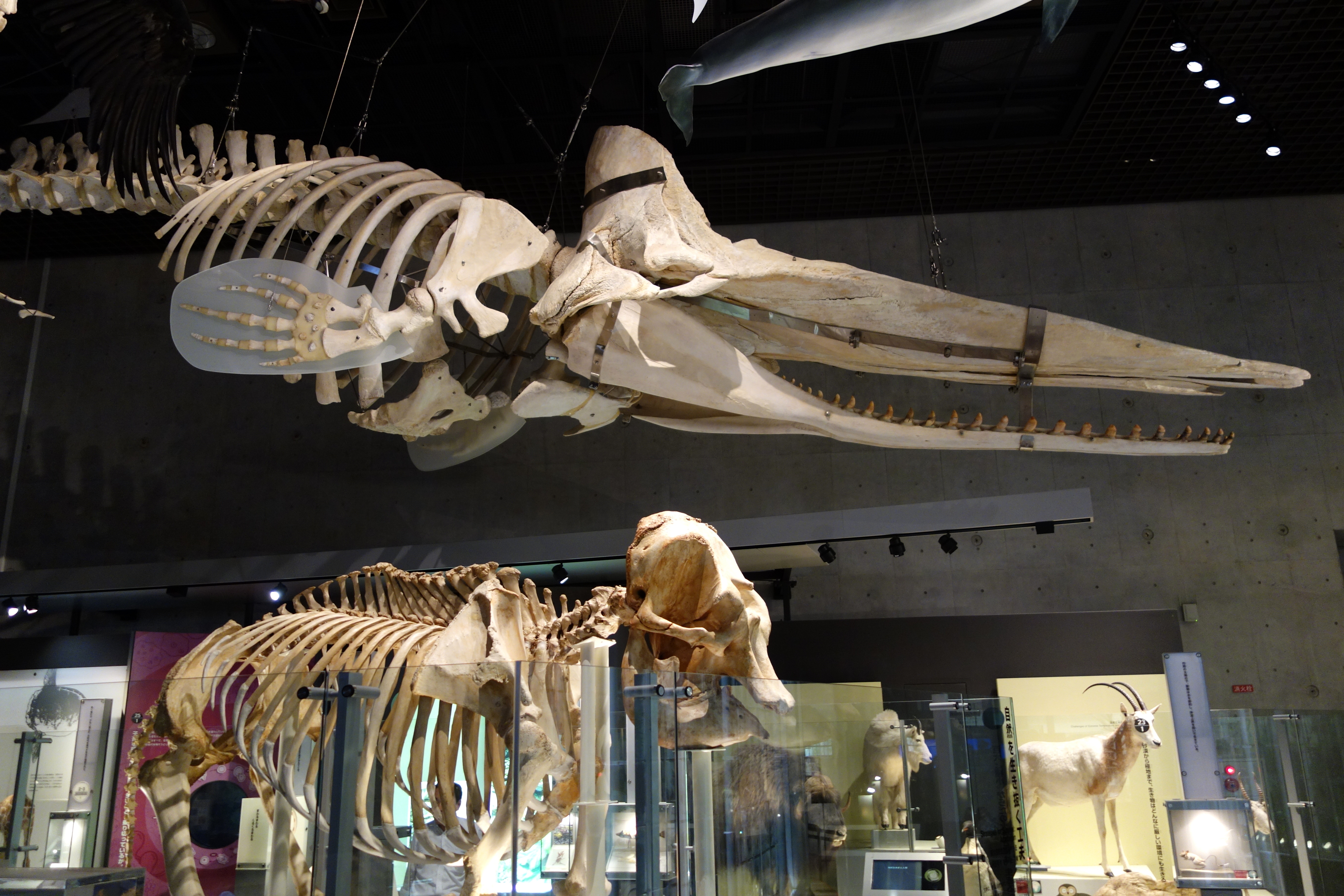
マッコウクジラの骨格標本（国立科学博物館蔵）

- 2000年4月6日 - 大須賀町（現掛川市沿岸部）の遠州灘海岸に、抹香鯨が打ち上げられた。救助活動を行ったが、翌4月7日に死亡した。このクジラは現在国立科学博物館に収蔵されている。

## 津波の発生予測
- 南海トラフ巨大地震が発生した際には、各市町村に10m前後の津波が到達することが予想されている[4]。

## 遠州灘が登場する作品
- 菊次郎の夏（北野武監督、1999年）
- シュート!（SMAP、1994年）
- CHECKERS IN TAN TAN たぬき（チェッカーズ、1985年）
- メイン・テーマ（薬師丸ひろ子、1984年）